# Discografia d'Anthrax

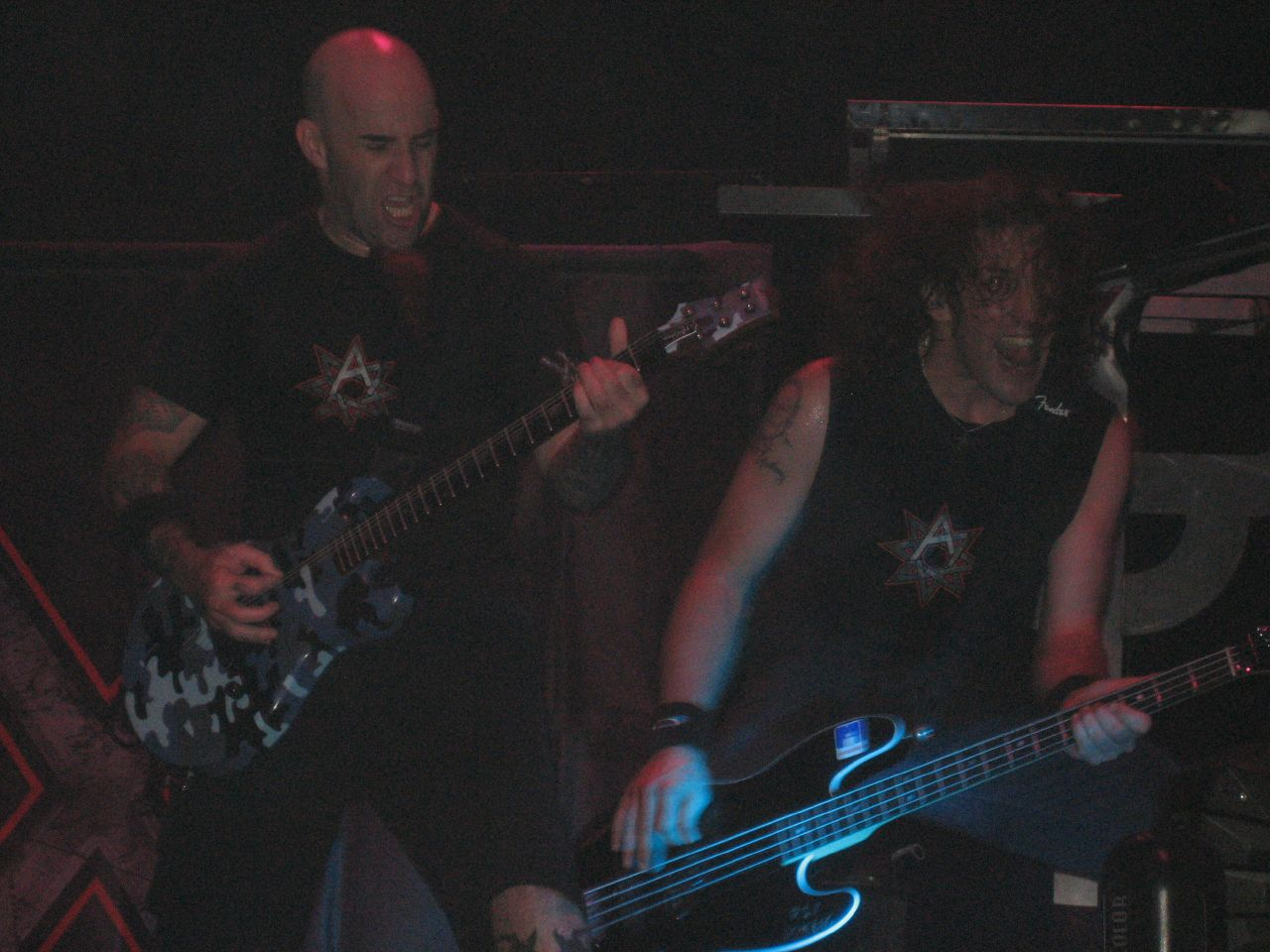
Frank Bello i Scott Ian actuant amb Anthrax a la gira Judas Priest Retribution de 2005

Aquest article tracta sobre la discografia d'Anthrax, un grup americà de thrash metal creat a Nova York. Anthrax ha publicat nou àlbums d'estudi, sis EPs, quatre àlbums en directe, deu Videos, 29 singles, 29 videoclips. Aquesta llista no mostra els treballs realitzats per a cadascun dels músics en solitari, és del grup.
Anthrax va ser creat el 1981 per Scott Ian i Danny Lilker. S'han venut més de 4 milions de còpies només als Estats Units.

## Àlbums d'estudi
| Any                                                                     | Detalls de l'Àlbum                                                                                      | Posició d'èxit | Posició d'èxit | Posició d'èxit | Posició d'èxit | Posició d'èxit | Posició d'èxit | Posició d'èxit | Posició d'èxit | Posició d'èxit | Posició d'èxit | Certificacions (sales thresholds) |
| Any                                                                     | Detalls de l'Àlbum                                                                                      | EUA            | AUS            | CAN            | FIN            | ALE            | NLD            | NOR            | SUE            | SUÏ            | RU             | Certificacions (sales thresholds) |
| ----------------------------------------------------------------------- | --- | -------------- | -------------- | -------------- | -------------- | -------------- | -------------- | -------------- | -------------- | -------------- | -------------- | --------------------------------- |
| 1984                                                                    | Fistful of Metal - Released: January 1984 - Label: Megaforce - Format: CD, cassette, LP                 | —              | —              | —              | —              | —              | —              | —              | —              | —              | —              |                                   |
| 1985                                                                    | Spreading the Disease - Released: October 30, 1985 - Label: Megaforce/Island - Format: CD, cassette, LP | 113            | —              | —              | —              | —              | —              | —              | —              | —              | —              |                                   |
| 1987                                                                    | Among the Living - Released: March 22, 1987 - Label: Megaforce/Island - Format: CD, cassette, LP        | 62             | —              | —              | —              | —              | —              | —              | 43             | —              | 18             | US: Gold UK: Silver               |
| 1988                                                                    | State of Euphoria - Released: September 18, 1988 - Label: Megaforce/Island - Format: CD, cassette, LP   | 30             | —              | 87             | —              | —              | —              | 17             | 21             | 20             | 12             | US: Gold CAN: Gold UK: Silver     |
| 1990                                                                    | Persistence of Time - Released: August 21, 1990 - Label: Megaforce/Island - Format: CD, cassette, LP    | 24             | 30             | —              | —              | —              | —              | 15             | 46             | —              | 18             | US: Gold                          |
| 1993                                                                    | Sound of White Noise - Released: May 25, 1993 - Label: Elektra - Format: CD, cassette, LP               | 7              | 30             | 13             | —              | 35             | 52             | —              | 21             | 40             | 14             | US: Gold CAN: Gold                |
| 1995                                                                    | Stomp 442 - Released: October 24, 1995 - Label: Elektra - Format: CD, cassette, LP                      | 47             | 49             | 81             | 36             | —              | —              | —              | —              | —              | 77             |                                   |
| 1998                                                                    | Volume 8: The Threat Is Real - Released: July 21, 1998 - Label: Tommy Boy - Format: CD, cassette        | 118            | —              | —              | 38             | 43             | —              | —              | —              | —              | 73             |                                   |
| 2003                                                                    | We've Come for You All - Released: May 6, 2003 - Label: Sanctuary/Nuclear Blast - Format: CD, LP        | 122            | —              | —              | —              | 22             | —              | —              | —              | —              | 102            |                                   |
| El símbol "—" significa que no hi ha dades de classificació en el país. | |                |                |                |                |                |                |                |                |                |                |                                   |

## Àlbums en directe
| Year | Detalls                                                                                              |
| ---- | --- |
| 1994 | The Island Years - Released: April 5, 1994 - Label: Island (314 518 920-2) - Format: CD, LP          |
| 2004 | Music of Mass Destruction - Released: April 20, 2004 - Label: Sanctuary (06076-84688-2) - Format: CD |
| 2005 | Alive 2 - Released: September 20, 2005 - Label: Sanctuary (06076-84764-2) - Format: CD               |
| 2007 | Caught in a Mosh: BBC Live in Concert - Released: January 22, 2007 - Label: Universal - Format: CD   |

## Àlbums recopilatoris
| Any                                                                     | Detalls | Posicions | Posicions | Posicions | Posicions | Posicions | Posicions | Certificacions     |
| Any                                                                     | Detalls | US        | AUS       | AUT       | CAN       | SWE       | UK        | Certificacions     |
| ----------------------------------------------------------------------- | --- | --------- | --------- | --------- | --------- | --------- | --------- | ------------------ |
| 1991                                                                    | Attack of the Killer B's - Released: June 25, 1991 - Label: Island (422 848 804-2) - Format: CD, CS, LP                      | 27        | 50        | 20        | 45        | 38        | 13        | US: Gold CAN: Gold |
| 1998                                                                    | Moshers… 1986–1991 - Released: September 22, 1998 - Label: Connoisseur (VSOPCD 252) - Format: CD                             | —         | —         | —         | —         | —         | —         |                    |
| 1999                                                                    | Return of the Killer A's - Released: November 23, 1999 - Label: Beyond (63985-78067-2) - Format: CD                          | —         | —         | —         | —         | —         | —         |                    |
| 2001                                                                    | Madhouse: The Very Best of Anthrax - Released: June 26, 2001 - Label: Island (314 586 004-2) - Format: CD                    | —         | —         | —         | —         | —         | —         |                    |
| 2002                                                                    | Classic Anthrax: The Universal Masters Collection - Released: February 19, 2002 - Label: Island (314 586 324-2) - Format: CD | —         | —         | —         | —         | —         | —         |                    |
| 2002                                                                    | The Collection - Released: June 9, 2002 - Label: Spectrum (544 991-2) - Format: CD                                           | —         | —         | —         | —         | —         | —         |                    |
| 2004                                                                    | The Greater of Two Evils - Released: November 23, 2004 - Label: Sanctuary (06076-84709-2) - Format: CD                       | —         | —         | —         | —         | —         | —         |                    |
| 2005                                                                    | Anthrology: No Hit Wonders (1985–1991) - Released: September 20, 2005 - Label: Island Def Jam (B0004996-02) - Format: CD     | —         | —         | —         | —         | —         | —         |                    |
| El símbol "—" significa que no hi ha dades de classificació en el país. | |           |           |           |           |           |           |                    |

## EPs
| 1985                                                                    | Armed and Dangerous - Release: February 1985 - Label: Megaforce (MRS-05) - Format: CD, CS, LP | —  | —  | —  |                        |
| 1987                                                                    | I'm the Man - Label: Island (ISM-1163) - Format: 7", 12", CD, CS                              | 53 | 42 | 20 | US: Platinum CAN: Gold |
| 1989                                                                    | Penikufesin - Release: August 1989 - Label: Island (209 950) - Format: CD, CS, LP             | —  | —  | —  |                        |
| El símbol "—" significa que no hi ha dades de classificació en el país. |                                                                                               |    |    |    |                        |

## Singles
| Any                                                                     | Cançó                                 | Posicions | Posicions | Posicions | Àlbum                        |
| Any                                                                     | Cançó                                 | US Main.  | NLD       | UK        | Àlbum                        |
| ----------------------------------------------------------------------- | ------------------------------------- | --------- | --------- | --------- | ---------------------------- |
| 1984                                                                    | "Soldiers of Metal"                   | —         | —         | —         | Fistful of Metal             |
| 1985                                                                    | "Madhouse"                            | —         | —         | —         | Spreading the Disease        |
| 1987                                                                    | "I'm the Man"                         | —         | —         | 20        | I'm the Man                  |
| 1987                                                                    | "I Am the Law"                        | —         | —         | 32        | Among the Living             |
| 1987                                                                    | "Indians"                             | —         | —         | 44        | Among the Living             |
| 1988                                                                    | "Make Me Laugh"                       | —         | —         | 26        | State of Euphoria            |
| 1989                                                                    | "Anti-Social"                         | —         | —         | 44        | State of Euphoria            |
| 1990                                                                    | "Got the Time"                        | —         | —         | 16        | Persistence of Time          |
| 1990                                                                    | "In My World"                         | —         | —         | 29        | Persistence of Time          |
| 1991                                                                    | "Bring the Noise" (with Public Enemy) | —         | —         | 14        | Attack of the Killer B's     |
| 1993                                                                    | "Black Lodge"                         | 38        | —         | 53        | Sound of White Noise         |
| 1993                                                                    | "Hy Pro Glo"                          | —         | —         | —         | Sound of White Noise         |
| 1993                                                                    | "Only"                                | 26        | 48        | 36        | Sound of White Noise         |
| 1993                                                                    | "Room for One More"                   | —         | —         | —         | Sound of White Noise         |
| 1995                                                                    | "Fueled"                              | —         | —         | —         | Stomp 442                    |
| 1995                                                                    | "High Octane"                         | —         | —         | —         | Stomp 442                    |
| 1996                                                                    | "Nothing"                             | —         | —         | 98        | Stomp 442                    |
| 1996                                                                    | "Bordello of Blood"                   | —         | —         | —         | Bordello of Blood            |
| 1998                                                                    | "Born Again Idiot"                    | —         | —         | —         | Volume 8: The Threat Is Real |
| 1998                                                                    | "Inside Out"                          | —         | —         | 126       | Volume 8: The Threat Is Real |
| 1999                                                                    | "Ball of Confusion"                   | —         | —         | —         | Return of the Killer A's     |
| 2003                                                                    | "Safe Home"                           | —         | —         | —         | We've Come for You All       |
| 2003                                                                    | "Taking the Music Back"               | —         | —         | —         | We've Come for You All       |
| El símbol "—" significa que no hi ha dades de classificació en el país. |                                       |           |           |           |                              |

## Àlbums en vídeo
| Any  | Detalls del vídeo | Certificacions |
| ---- | --- | -------------- |
| 1987 | N.F.V.: Oidivnikufesin - Label: PolyGram Video - Format: VHS                                                           | US: Gold       |
| 1991 | Through Time P.O.V. - Released: July 1, 1991 - Label: PolyGram Video - Format: VHS                                     |                |
| 1991 | Live Noize - Label: PolyGram Video - Format: VHS                                                                       |                |
| 1994 | White Noise: The Videos - Label: Elektra - Format: VHS                                                                 |                |
| 1999 | Return of the Killer A's: Video Collection - Released: November 23, 1999 - Label: Beyond - Format: VHS, DVD            |                |
| 2004 | Music of Mass Destruction - Released: April 20, 2004 - Label: Sanctuary - Format: DVD                                  |                |
| 2005 | Rock Legends - Released: August 28, 2005 - Label: Wienerworld - Format: DVD                                            |                |
| 2005 | Alive 2: The DVD - Released: September 20, 2005 - Label: Sanctuary - Format: DVD                                       |                |
| 2005 | Anthrology: No Hit Wonders (1985–1991) The Videos - Released: September 20, 2005 - Label: Island Def Jam - Format: DVD |                |

## Videos musicals
| Any  | Títol                                 | Director                   |
| ---- | ------------------------------------- | -------------------------- |
| 1984 | "Metal Thrashing Mad"                 |                            |
| 1985 | "Madhouse"                            | Amos Poe                   |
| 1987 | "Indians"                             | Jean Pellerin              |
| 1987 | "I'm the Man"                         | John Mills                 |
| 1987 | "Caught in a Mosh" (Version 1)        | John Mills                 |
| 1987 | "I Am the Law"                        | John Mills                 |
| 1987 | "Among the Living"                    | John Mills                 |
| 1988 | "Gung-Ho"                             | John Mills                 |
| 1988 | "Anti-Social"                         | John Mills                 |
| 1988 | "Who Cares Wins"                      | Paul Rachman               |
| 1988 | "Bring the Noise" (with Public Enemy) | Eric Zimmerman             |
| 1990 | "In My World"                         | Ian Fletcher               |
| 1990 | "Got the Time"                        | Parris Mayhew              |
| 1991 | "Belly of the Beast"                  | Ian Fletcher               |
| 1991 | "Bring the Noise" (with Public Enemy) | Mick Mayhew, Parris Mayhew |
| 1993 | "Only"                                | Paul Elledge               |
| 1993 | "Black Lodge"                         | Mark Pellington            |
| 1994 | "Room for One More"                   | George Dougherty           |
| 1994 | "Hy Pro Glo"                          | George Dougherty           |
| 1995 | "Fueled"                              | Marcos Siega               |
| 1996 | "Nothing"                             | Marcos Siega               |
| 1998 | "Inside Out"                          | Marcos Siega               |
| 2003 | "Safe Home"                           | Robert Carlsen             |
| 2004 | "What Doesn't Die"                    | Michael John Sarna         |
| 2004 | "Deathrider"                          |                            |
| 2005 | "Caught in a Mosh" (Version 2)        | Dale Resteghini            |